# Le Cirque infernal
Pour les articles homonymes, voir Le Cirque infernal (homonymie).
Pour plus de détails, voir Fiche technique et Distribution.
Le Cirque infernal (Battle Circus) est un film américain réalisé par Richard Brooks en 1952 pour la Metro-Goldwyn-Mayer, sorti en 1953.

## Synopsis
Pendant la Guerre de Corée, le Major Jed Webbe, chirurgien d'un Hôpital de campagne (M.A.S.H.), se replie un temps avec ses collaborateurs, à l'arrière du Front. Là, il s'éprend d'une jeune infirmière, le Lieutenant Ruth McCara. Mais il est réticent à s'engager, en raison des aléas du conflit et d'une précédente liaison malheureuse...

## Fiche technique
- Titre : Le Cirque infernal
- Titre original : Battle Circus
- Scénario : Richard Brooks, d'après une histoire d'Allen Rivkin et Laura Kerr
- Producteur : Pandro S. Berman
- Société de production : MGM
- Photographie : John Alton
- Direction artistique : Cedric Gibbons et James Basevi
- Montage : George Boemler
- Musique : Lennie Hayton
- Décors : Edwin B. Willis et Alfred E. Spencer
- Pays : américain
- Genre : Film de guerre
- Format : Noir et Blanc - Son : Mono (Western Electric Sound System)
- Durée : 90 minutes
- Sortie : 6 mars 1953 (USA)

## Distribution
- Humphrey Bogart (VF : Jean Martinelli) : Le Major Jed Webbe
- June Allyson : Le Lieutenant Ruth McCara
- Keenan Wynn (VF : Camille Guérini) : Le Sergent Orvil Statt
- Robert Keith : Le Lieutenant-Colonel Hillary Whalters
- William Campbell : Le Capitaine John Rustford
- Perry Sheehan : Le Lieutenant Laurence
- Patricia Tiernan : Le Lieutenant Rose Ashland
- Adele Longmire : Le Lieutenant Jane Franklin
- Jonathan Cott : Un Adjudant
- Ann Morrison : Le Lieutenant Edith Edwards
- Helen Winston : Le Lieutenant Graciano
- Sarah Selby : Le Capitaine Dobbs
- Danny Chang : Un enfant coréen
- Philip Ahn : Un prisonnier coréen
- Steve Forrest : Un Sergent
- Jeff Richards : Un Lieutenant
- Dick Simmons : Le Capitaine Norson
- Arthur Space : Un Colonel

## Commentaire
Près de vingt ans avant M*A*S*H (1970) de Robert Altman - dans un tout autre registre -, Richard Brooks décrit, sur un mode tragique, le quotidien de ce docteur et de cette infirmière - remarquablement interprétés -, confrontés à leurs doutes et à leurs peurs, et se "raccrochant" à leur relation.